# Campionati europei di ciclismo su strada 2013 - Gara in linea femminile Junior
La gara in linea femminile Junior dei Campionati europei di ciclismo su strada 2013 si è svolta il 21 luglio 2013 nei dintorni di Olomouc, nella Repubblica Ceca, su un percorso totale di 77 km. La medaglia d'oro è stata vinta dalla francese Greta Richioud con il tempo di 2h16'46" alla media di 33,35 km/h, argento all'altra francese Séverine Eraud e a completare il podio la bielorussa Ksenija Tuhaj.
Al traguardo 51 cicliste completarono la gara.

## Squadre partecipanti
| N.    | Cod. | Squadra         |
| ----- | ---- | --------------- |
| 1-3   | AUT  | Austria         |
| 4-7   | BLR  | Bielorussia     |
| 8-15  | BEL  | Belgio          |
| 17-21 | CZE  | Repubblica Ceca |
| 23    | DEN  | Danimarca       |
| 25-26 | EST  | Estonia         |
| 27-33 | FRA  | Francia         |
| 35    | HUN  | Ungheria        |
| 36-43 | ITA  | Italia          |
| 44-49 | LTU  | Lituania        |
| 50-51 | LUX  | Lussemburgo     |

| N.      | Cod. | Squadra     |
| ------- | ---- | ----------- |
| 52-59   | NLD  | Paesi Bassi |
| 60-62   | NOR  | Norvegia    |
| 63-69   | POL  | Polonia     |
| 70-76   | RUS  | Russia      |
| 77-79   | SVK  | Slovacchia  |
| 82-84   | ESP  | Spagna      |
| 86-87   | SWE  | Svezia      |
| 90-95   | UKR  | Ukraina     |
| 96      | RUS  | Russia      |
| 99      | SRB  | Serbia      |
| 100-102 | TUR  | Turchia     |

## Ordine d'arrivo (Top 10)
| Pos. | Corridore          | Squadra     | Tempo    |
| ---- | ------------------ | ----------- | -------- |
| 1    | Greta Richioud     | Francia     | 2h16'46" |
| 2    | Séverine Eraud     | Francia     | a 3"     |
| 3    | Ksenija Tuhaj      | Bielorussia | s.t.     |
| 4    | Marine Lemarie     | Francia     | s.t.     |
| 5    | Olena Demidova     | Ucraina     | s.t.     |
| 6    | Arianna Fidanza    | Italia      | s.t.     |
| 7    | Kristina Saveleva  | Russia      | s.t.     |
| 8    | Milda Jankauskaitė | Lituania    | s.t.     |
| 9    | Lotte Kopecky      | Belgio      | s.t.     |
| 10   | Zavinta Titenyte   | Lituania    | s.t.     |